# But tomorrow
But tomorrow is een nummer van The Cats dat in 1967 werd uitgebracht op de B-kant van Vive l'amour. Verder verscheen het op de eerste elpee van de band, Cats as cats can. Daarna is het alleen nog teruggekeerd op het verzamelalbum Times were when (1972) en A & B sides 1964-1974 (2016).
Het nummer werd geschreven door Cees Veerman en valt binnen het genre rock. De muziek is steviger dan de palingsound waar ze later bekend mee zijn geworden, maar kent wel al de orkestratie, met in dit geval een hoofdrol voor de trompettisten, en de samenzang die ze al sinds de start in 1965 hebben laten horen. Het lied werd gezongen door Cees Veerman en het arrangement was van Wim Jongbloed.